# Альберто Гарсія Аспе
Альберто Гарсія Аспе (ісп. Alberto García Aspe, нар. 11 травня 1967, Мехіко) — мексиканський футболіст, півзахисник та нападник.

## Клубна кар'єра
У дорослому футболі дебютував 1984 року виступами за команду клубу «УНАМ Пумас», в якій провів сім сезонів, взявши участь у 183 матчах чемпіонату. Більшість часу, проведеного у складі «УНАМ Пумас», був основним гравцем команди. За цей час здобув титул володаря кубка чемпіонів КОНКАКАФ.
Своєю грою за цю команду привернув увагу представників тренерського штабу клубу «Некакса», до складу якого приєднався 1991 року. Відіграв за команду з Агуаскальєнтеса наступні шість сезонів своєї ігрової кар'єри. Вніс вагому частку у здобуття командою першого титулу чемпіона професіональної ліги мексиканського футболу. В сезоні 1995/96 «Некакса» — знову найсильніший клуб чемпіонату. У складі «Некакси» був одним з головних бомбардирів команди, маючи середню результативність на рівні 0,36 голу за гру першості.
У сезоні 1995/96 грав за аргентинський «Рівер Плейт» (оренда) і додав до переліку своїх трофеїв два титули чемпіона Аргентини та володаря кубка Лібертадорес.
1997 року уклав контракт з клубом «Америка», у складі якого провів наступні два роки своєї кар'єри гравця. Тренерським штабом нового клубу також розглядався як гравець «основи».
Завершив професійну ігрову кар'єру у клубі «Пуебла», за команду якого виступав протягом 1999–2002 років.

## Виступи за збірну
1988 року дебютував в офіційних матчах у складі національної збірної Мексики. Протягом кар'єри у національній команді, яка тривала 15 років, провів у формі головної команди країни 109 матчів, забивши 21 гол.
У складі збірної був учасником трьох чемпіонатів світу: 1994 року у США, 1998 року у Франції та 2002 року в Японії і Південній Кореї.
Чотири рази брав участь у розіграшах кубка Америки: 1993 у Еквадорі, 1995 у Уругваї, 1999 у Прагваї та 2001 у Колумбії; виграв дві срібні та одну бронзову нагороди.
Був учасником двох кубків конфедерацій: 1995 у Саудівській Аравії та 1999 у Мексиці. На першому турнірі мексиканці здобули бронзові нагороди, а на домашньому — титул переможця.
У складі збірної на турнірі Золотого кубка КОНКАКАФ 1996 року у США, здобув титул континентального чемпіона.

## Титули і досягнення

### Збірна Мексики
- Переможець Кубка націй Північної Америки: 1991
- Переможець Кубка конфедерацій (1): 1999
- Переможець Золотого кубка КОНКАКАФ: 1996
- Срібний призер Кубка Америки: 1993, 2001
- Бронзовий призер Кубка Америки: 1999
- Третій призер кубка конфедерацій (1): 1995

### На клубному рівні
- Володар кубка Лібертадорес (1): 1996
- Володар кубка чемпіонів КОНКАКАФ (1): 1989
- Чемпіон Мексики (3): 1991, 1995, 1996
- Чемпіон Аргентини (2): 1996 (А), 1997 (К)